# Шляпин, Михаил Александрович
Михаил Александрович Шляпин (25 октября 1944 — 8 ноября 2021) — российский политический деятель. Член Совета Федерации Федерального Собрания Российской Федерации от Магаданской области.

## Биография
Окончил Всесоюзный заочный политехнический институт.
- 1961—1967 столяр Саткинского горнообогатительного комбината Челябинской области, токарь Уральского завода тяжелого химического машиностроения, г. Свердловск.
- 1972—1980 мастер, прораб геолого-разведочной экспедиции Северо-Восточного геологического управления, пос. Дукат, Магаданская область.
- 1980—1989 начальник строительного участка ПО «Магаданрыбпром», начальник строительного управления.

С 1994 г. член первого созыва Совета Федерации. Потом занялся недвижимостью, принимал участие в строительстве жилых домов в Грозном , затем строил дома в Владимире, Москве, а потом строил многоэтажки в Реутове.
Семья  сын  - Шляпин Александр Михайлович, дочь  -  Шляпина Анна Михайловна.
Согласно расследованию интернет-издания Проект Шляпин владеет участком земли в Барвихе площадью 90 соток, стоимостью 692 млн рублей.

### Совет Федерации
Депутат Совета Федерации Федерального Собрания Российской Федерации первого созыва от Магаданской области с января 1994 по январь 1996, избран 12 дек. 1993 по Магаданскому двухмандатному избирательному округу № 49.
Был членом Комитета по делам Севера и малочисленных народов, членом Комитета по аграрной политике.